# رابح سعدان
رابح سعدان (انگلیسی: Rabah Saâdane؛ زادهٔ ۳ مهٔ ۱۹۴۶) یک بازیکن سابق و مربی فوتبال اهل الجزایر است.

## بازیکن
وی فوتبال را از تیم مولودیه باتنه در سال ۱۹۶۴ شروع کرد، پس از چهار سال به تیم شباب قسنطینه پیوست اما یک سال بعد از این جدا شد و به عضویت تیم شبیبه الابیار درآمد، سعدان در سال ۱۹۷۱ به رن فرانسه پیوست و سپس در سال ۱۹۷۲ به تیم اتحاد البلیده رفت و در همین تیم پس از یک سال به فوتبال خود پایان داد.

## مربی
سعدان مربی‌گری را از تیم ملی فوتبال زیر ۲۰ سال الجزایر در سال ۱۹۷۹ شروع کرد، وی پس از آن چند دوره به عنوان سرمربی تیم ملی فوتبال الجزایر شناخته و در به همراه این تیم در دو جام جهانی فوتبال ۱۹۸۶ و ۲۰۱۰ حضور داشته است، از دیگر سوابق بین‌المللی سعدان میتوان به مربی‌گری در تیم ملی فوتبال یمن از ۲۰۰۴ تا ۲۰۰۵ اشاره کرد.